# 余子翼
余子翼（？—？），號荆笠，湖广永州府祁阳县人。

## 生平
贡生余凤羽子，髫年苦志力学，及长益励，中万历四十三年（1615年）乙卯科湖广乡试举人，四十五年官随州学正，四十七年（1619年）登己未科進士，都察院觀政，授浙江长兴知縣，丁憂歸。天啓二年（1622年）補山东郓城知县，爱民如子，时白莲教作乱，攻郓城，余子翼弃城而逃，遂免官归。居乡缓急相通，言动不苟，卒祀乡贤祠。

## 家族
曾祖余永濟，寿官。祖父余學遠，县尹。父亲余鳳羽，貢生。
余子翼次子余鹍翔，天啓五年进士。